# Dobrowlany (rejon czortkowski)
Dobrowlany (ukr. Добрівляни) – wieś na Ukrainie w rejonie czortkowskim należącym do obwodu tarnopolskiego.
W okresie międzywojennym stacjonowała w miejscowości placówka Straży Celnej „Dobrowlany”.